# Gamla världens gamar
Gamla världens gamar (Aegypiinae) är en underfamilj som oftast kategoriseras som en underfamilj inom familjen hökartade rovfåglar (Accipitridae) inom ordningen rovfåglar (Accipitriformes). 
Begreppet gamar används om två distinkta icke närbesläktade grupper: Gamla världens gamar och Nya världens gamar (som också kallas kondorer) där de senare återfinns i Amerika och idag placeras i den egna familjen Cathartidae. Gamla världens gamar återfinns i Europa, Asien och Afrika. Dessa två grupper påminner om varandra på grund av konvergent evolution. Nya studier visar också att palmgam, lammgam och smutsgam är närmare släkt med t.ex. bivråkar.

## Släkten och arter
- Släkte Aegypius
  - Grågam (Aegypius monachus)
- Släkte Gyps
  - Vitryggig gam (Gyps africanus)
  - Bengalgam  (Gyps bengalensis)
  - Kapgam (Gyps coprotheres)
  - Gåsgam (Gyps fulvus)
  - Snögam (Gyps himalayensis)
  - Indisk gam (Gyps indicus)
  - Smalnäbbad gam (Gyps tenuirostris)
  - Fläckgam (Gyps rueppelli)
- Släkte Necrosyrtes
  - Kappgam (Necrosyrtes monachus)
- Släkte Sarcogyps
  - Rödhuvad gam (Sarcogyps calvus)
- Släkte Torgos
  - Örongam (Torgos tracheliotus)
- Släkte Trigonoceps
  - Vithuvad gam (Trigonoceps occipitalis)

## Bildgalleri
I galleriet återfinns en exempelbild på varje art presenterad ovan.

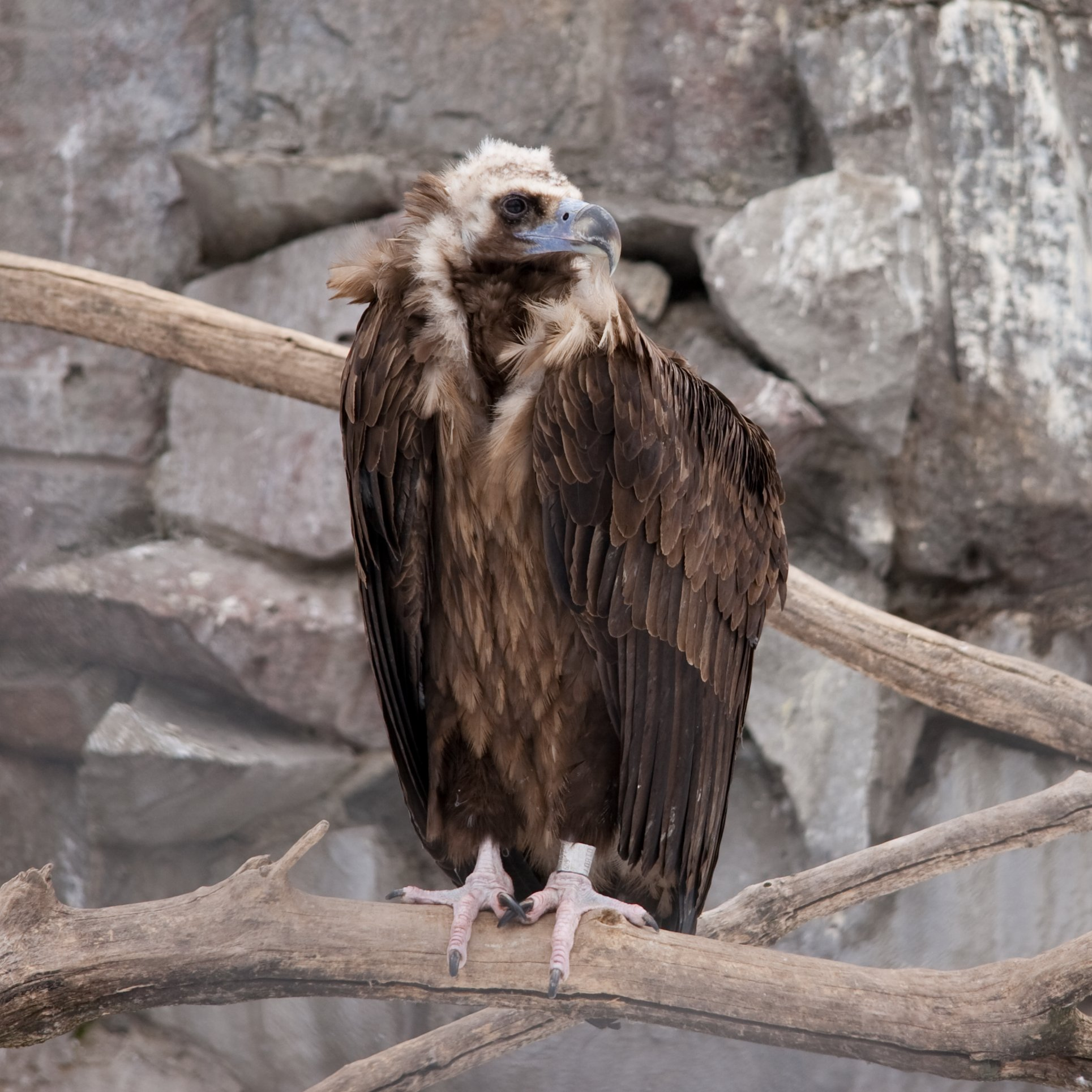
Grågam (Aegypius monachus)
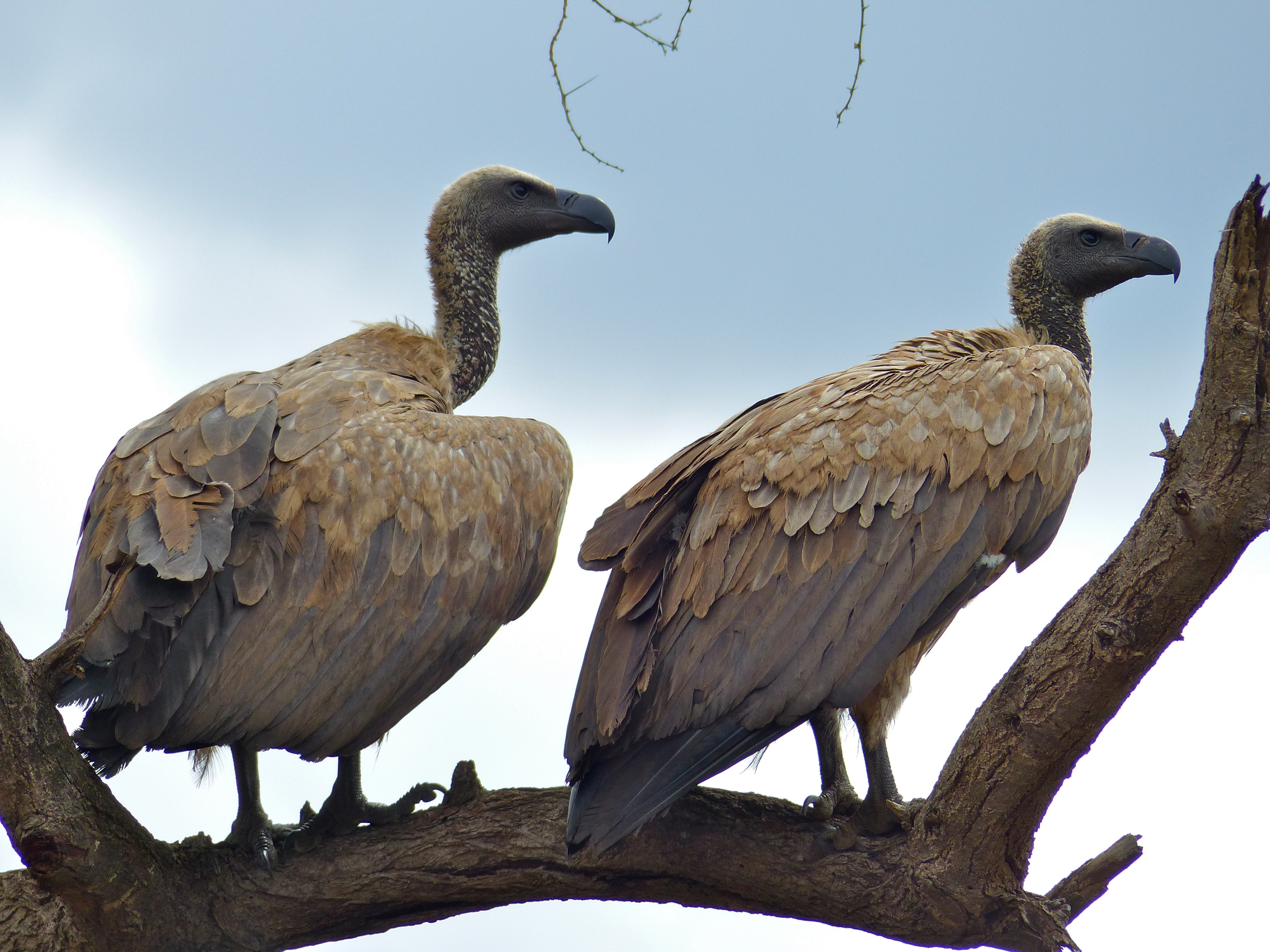
Vitryggig gam (Gyps africanus)
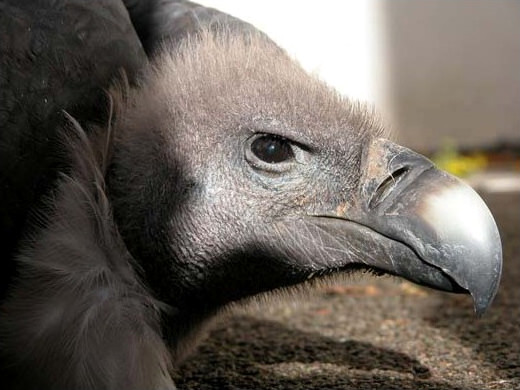
Bengalgam  (Gyps bengalensis)
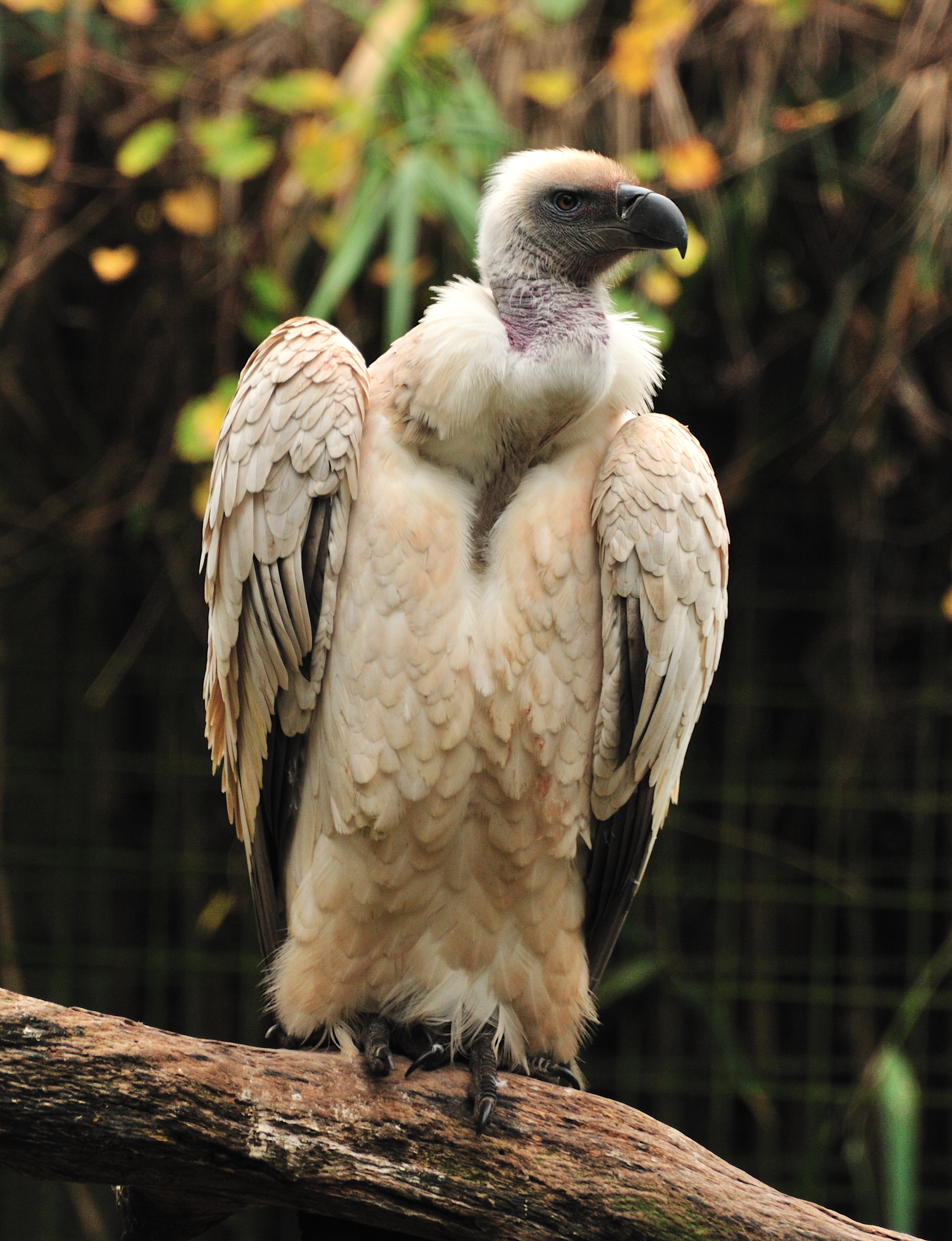
Kapgam (Gyps coprotheres)
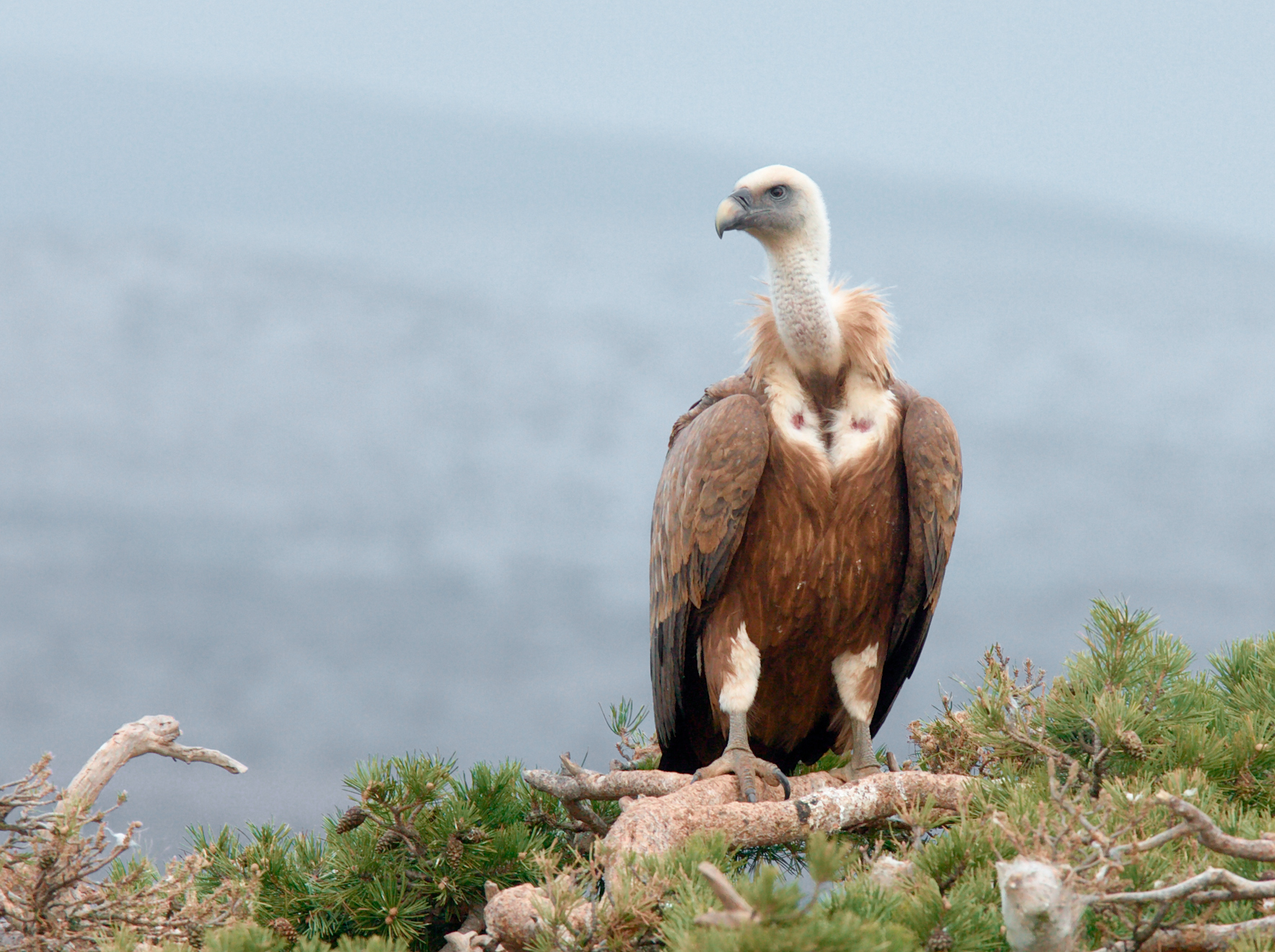
Gåsgam (Gyps fulvus)
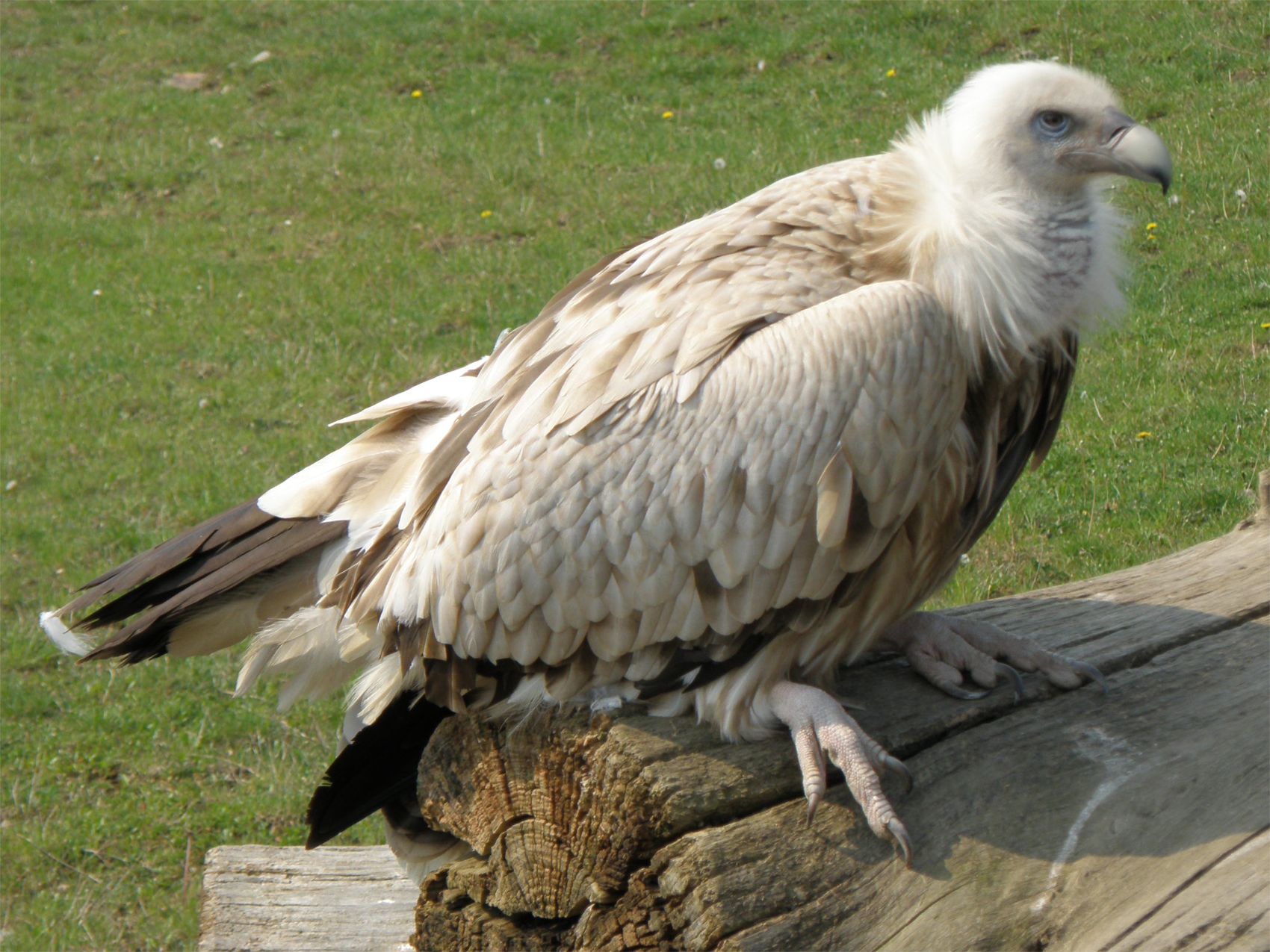
Snögam (Gyps himalayensis)
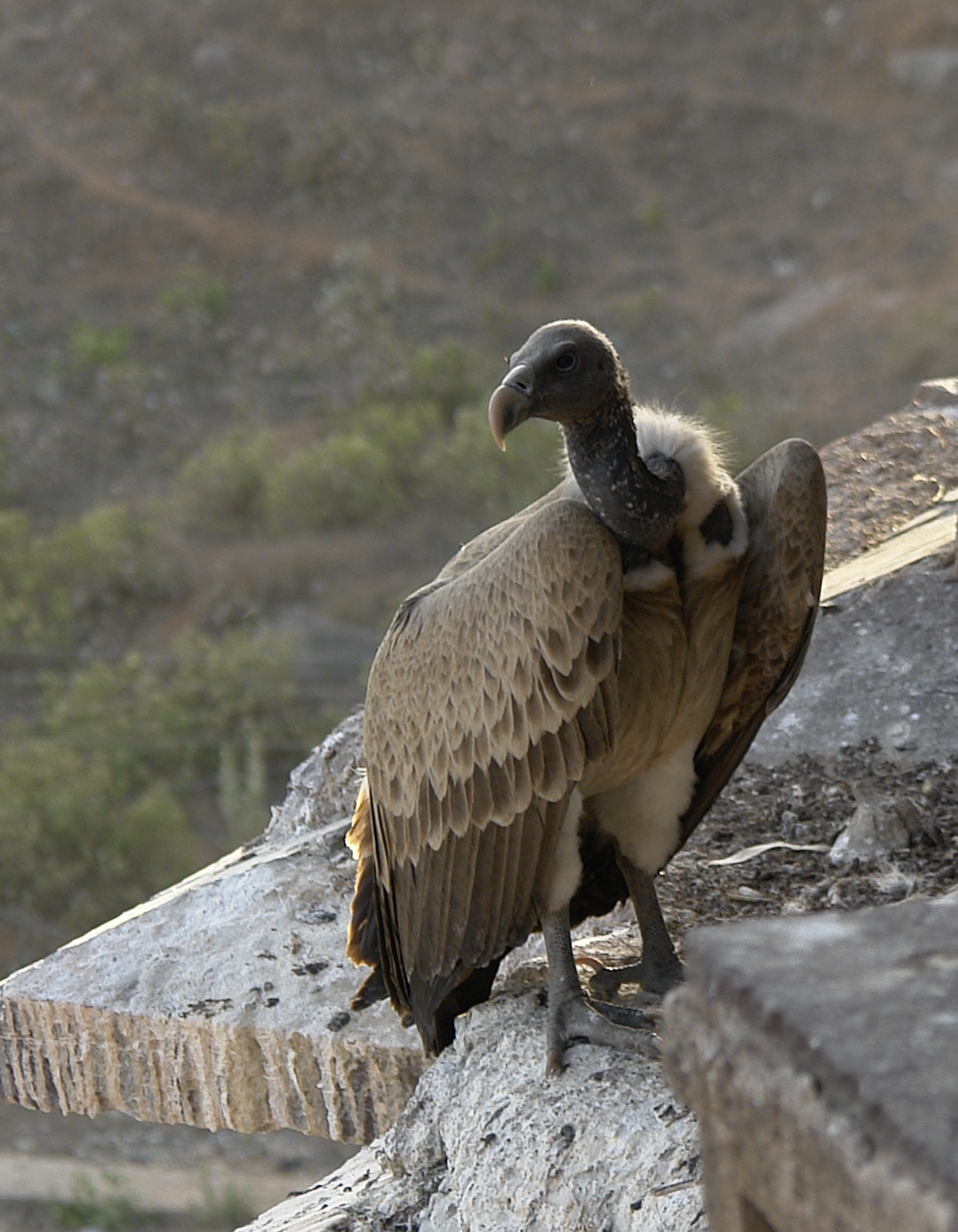
Indisk gam (Gyps indicus)
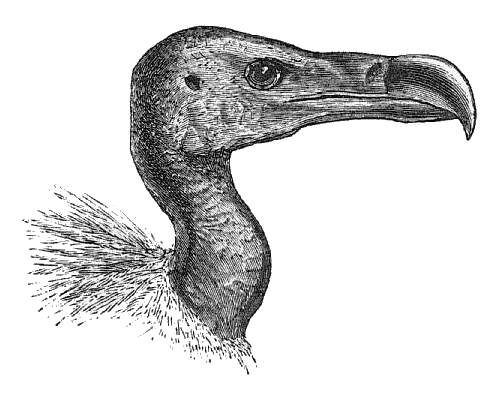
Smalnäbbad gam (Gyps tenuirostris)
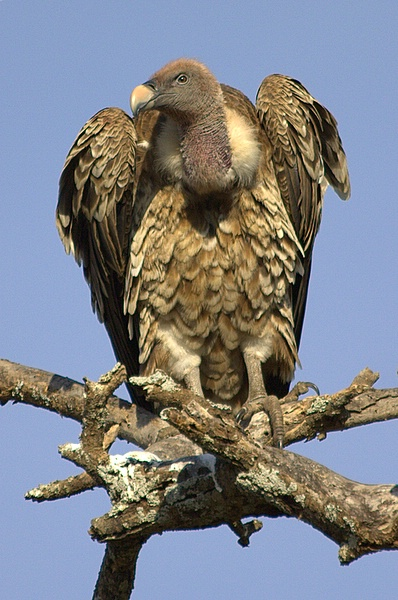
Fläckgam (Gyps rueppelli)
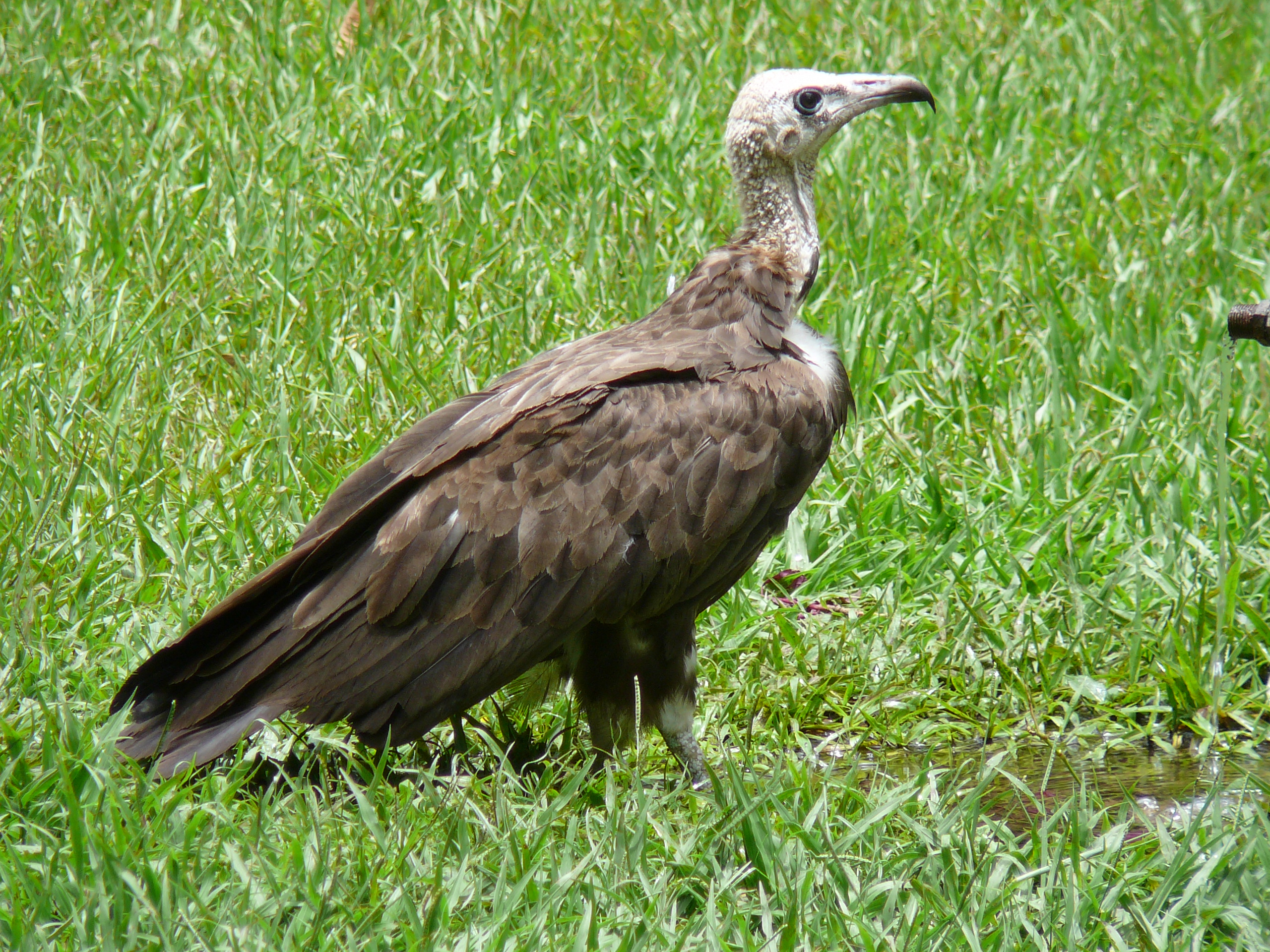
Kappgam (Necrosyrtes monachus)
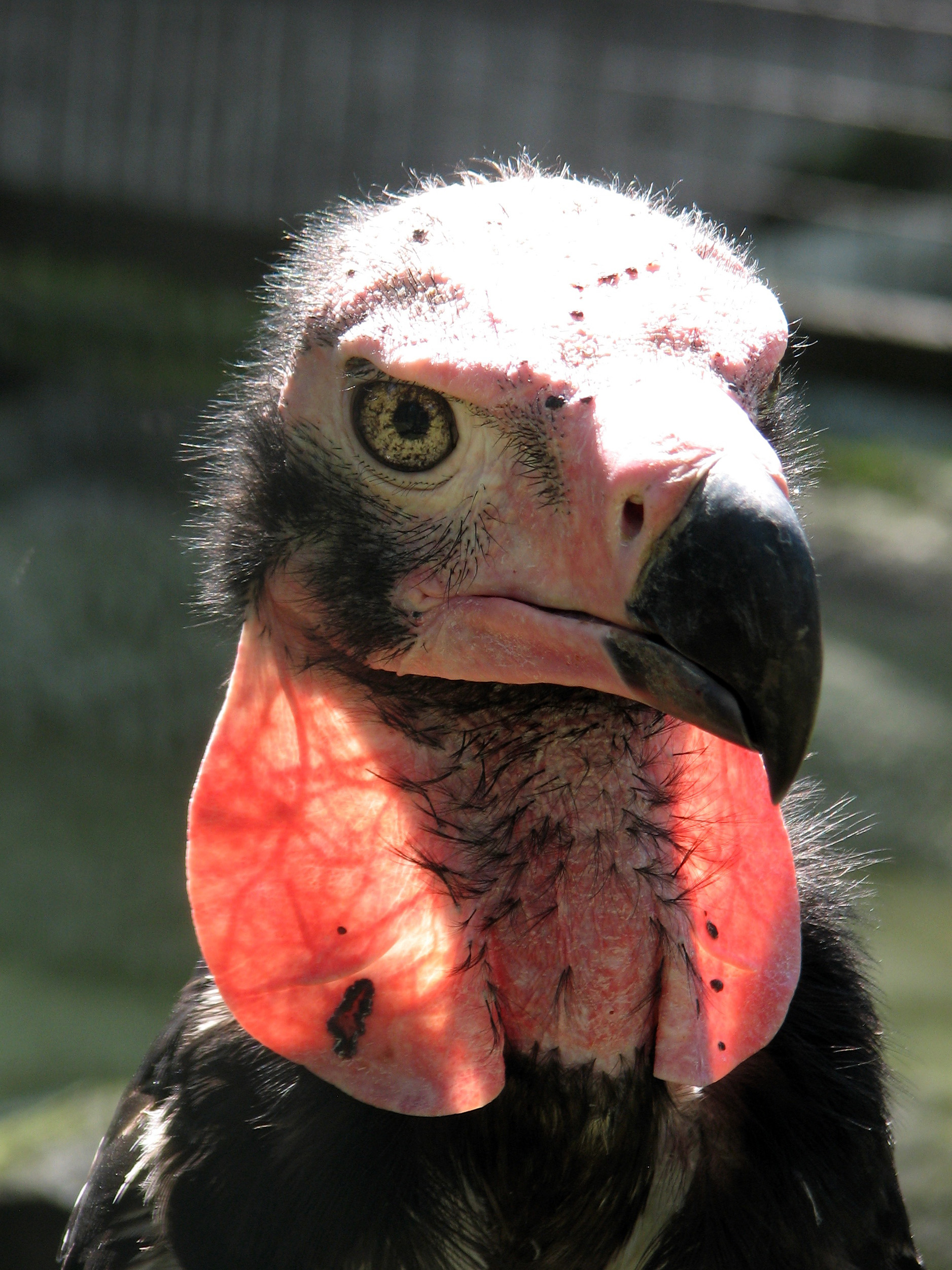
Rödhuvad gam (Sarcogyps calvus)
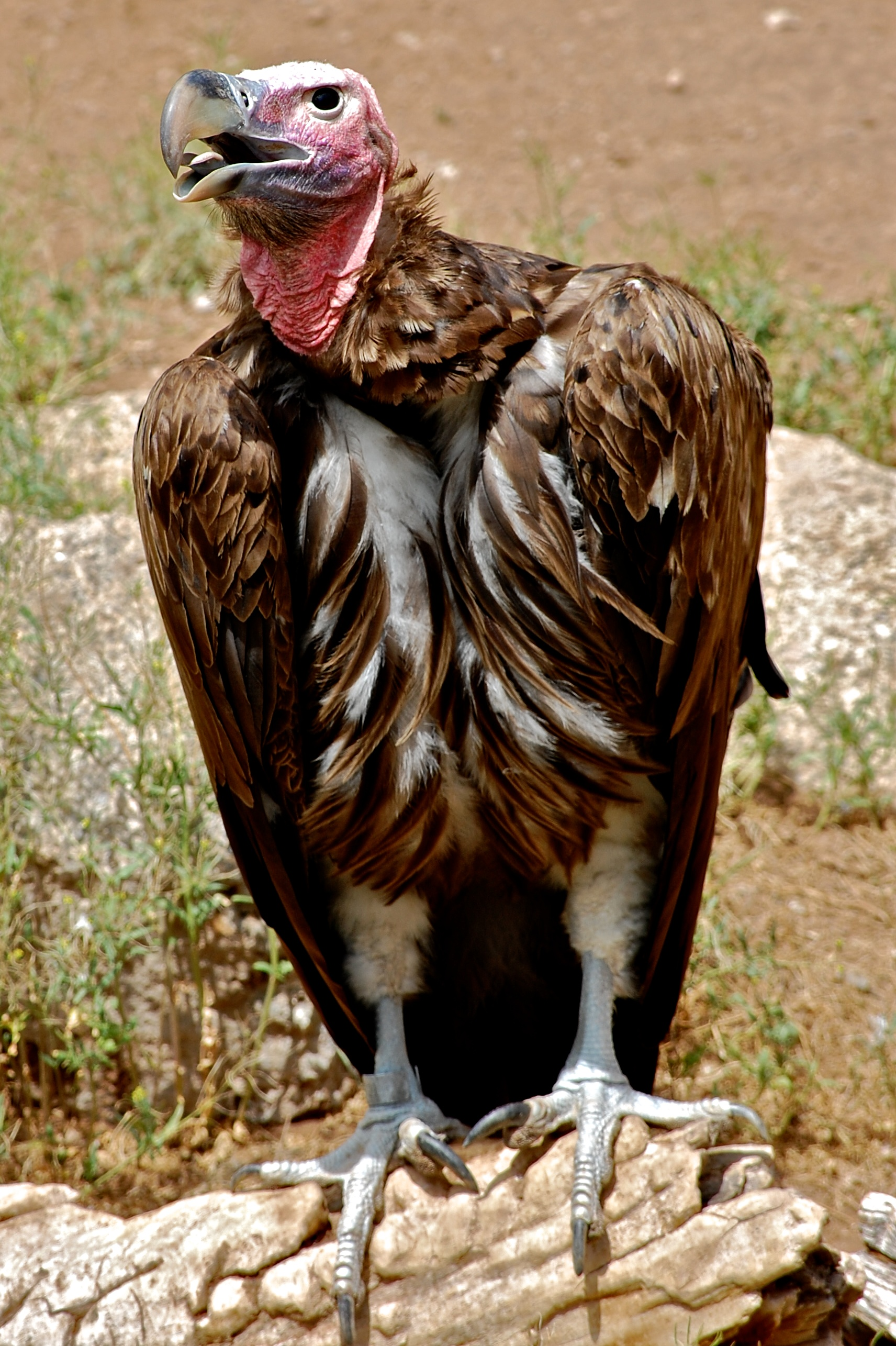
Örongam (Torgos tracheliotus)
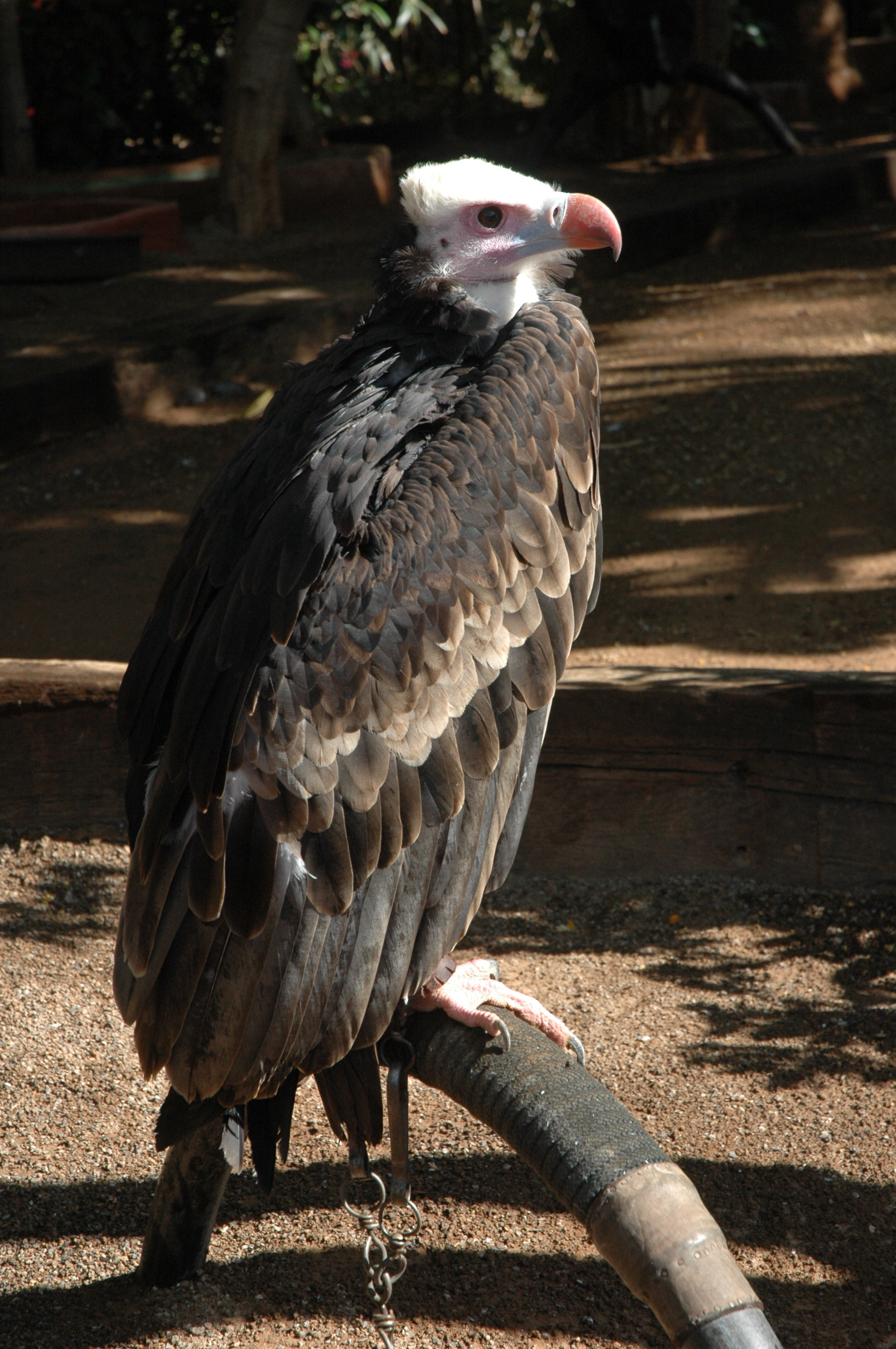
Vithuvad gam (Trigonoceps occipitalis)